# Icon (Olivia Newton-John-album)
Az Icon Olivia Newton-John 2013 októberében megjelent válogatásalbuma. Az Universal Music által kiadott album 11 Billboard top 10 dalt tartalmaz.

## Dalok
Zárójelben a Billboard helyezés
- Magic (1)
- Have You Never Been Mellow (1)
- Physical (1)
- Let Me Be There (6)
- Please Mr. Please (3)
- A Little More Love (3)
- Heart Attack (3)
- Xanadu (8)
- Make A Move On Me (5)
- Twist Of Fate (5)
- I Honestly Love You (1)